# Оберербах (Вестервальд)
Оберербах (нім. Obererbach) — громада в Німеччині, розташована в землі Рейнланд-Пфальц. Входить до складу району Вестервальд. Складова частина об'єднання громад Вальмерод.
Площа — 2,60 км2. Населення становить 493 ос. (станом на 31 грудня 2020).